# 27-я гвардейская ракетная армия
27-я гвардейская ракетная Ви́тебская Краснознамённая армия — ракетное оперативное объединение в составе Ракетных войск стратегического назначения ВС России, штаб в городе Владимир.
Условное наименование — Войсковая часть № 43176 (в/ч 43176). Сокращённое наименование — 27 Гв. РА.
Сформирована в апреле 1970 года на базе 3-го отдельного гвардейского ракетного Витебского Краснознамённого корпуса.

## История
В августе 1959 года на базе управления расформированной 10-й артиллерийской Гумбинненской орденов Суворова и Кутузова дивизии прорыва РВГК началось сформирование организационной группы 46-го учебного артиллерийского полигона (в/ч 43176) со временной дислокацией в городе Мозырь Гомельской области Белорусской ССР с последующей передислокацией в город Красноярск. Начальником полигона назначен генерал-майор артиллерии Агеев Н. А. Из шести артиллерийских бригад 8-й пушечной артиллерийской Витебской Краснознамённой дивизии РВГК были сформированы две ракетные инженерные бригады: 197-я и 198-я.
К 1 сентября 1959 года сформирование организационной группы полигона было завершено, и эта дата в соответствии с приказом МО СССР считается Днём войсковой части № 43176.
В июне 1960 года на основании директивы начальника Генерального штаба Вооружённых Сил от 5 мая 1960 года организационная группа полигона передислоцирована в г. Владимир, на территорию 7-й гвардейской пушечно-артиллерийской Витебской Краснознамённой дивизии АРГК. Часть офицерского состава расформированной дивизии была обращена на укомплектование организационной группы полигона, остальной личный состав — на укомплектование двух ранее сформированных ракетных инженерных бригад: 197-й (г. Владимир, Иваново, Тейково) и 198-й (г. Козельск), а также третьей — 165-й (г. Кострома), сформированной на базе этой дивизии. Одновременно с этим начато изучение новой ракетной техники.
10 марта 1961 года на базе полигона сформировано управление 3-го отдельного гвардейского ракетного Витебского Краснознамённого корпуса. Командиром корпуса назначен гвардии генерал-майор артиллерии Мелёхин А. Д.
8 июня 1970 года корпус переформирован в 27-ю гвардейскую ракетную Витебскую Краснознамённую армию. Командующим армией назначен командир корпуса Герой Советского Союза гвардии генерал-майор артиллерии Вишенков В. М.

## Командование
- 1970—1976 — гвардии генерал-лейтенант (c 27 апреля 1975 — генерал-полковник) Вишенков, Владимир Михайлович
- 1976—1985 — гвардии генерал-лейтенант (c 16 декабря 1982 — генерал-полковник) Шиловский, Владимир Петрович
- 1985—1988 — гвардии генерал-лейтенант Колесников, Геннадий Алексеевич
- 01.1989—06.1994 — гвардии генерал-лейтенант Вершков, Иван Васильевич
- 06.1994—12.1996 — гвардии генерал-полковник Яковлев, Владимир Николаевич
- 01.1997—05.2001 — гвардии генерал-лейтенант Кириллов, Юрий Фёдорович
- 05.2001—06.2002 — гвардии генерал-лейтенант Алексеев, Виктор Петрович
- 06.2002—06.2006 — гвардии генерал-лейтенант Гагарин, Владимир Григорьевич
- 06.2006—06.2008 — гвардии генерал-лейтенант Каракаев, Сергей Викторович
- 06.2008 — 02.2010 — гвардии генерал-майор Анциферов, Владимир Васильевич[2][3]
- 02.2010 — 07.2016 — гвардии генерал-лейтенант (до июня 2013 — генерал-майор) Сивер, Сергей Викторович[4]
- 07.2016 — 04.2019 — гвардии генерал-майор (с 12.12.2018 — гвардии генерал-лейтенант) Фазлетдинов, Игорь Робертович
- 04.2019 — 01.2021 — гвардии генерал-лейтенант Бурбин, Андрей Анатольевич
- с 01.2021 — гвардии генерал-майор (с 07.12.2022 — гвардии генерал-лейтенант) Глазунов, Олег Леонидович

## Состав
В боевой состав 27-й гвардейской ракетной армии входят пять ракетных дивизий:
- Управление (штаб)
- 7-я гвардейская ракетная Режицкая дивизия (ЗАТО Озёрный, Тверской области)[5]
- 14-я ракетная Киевско-Житомирская дивизия (г. Йошкар-Ола)[6][7]
- 28-я гвардейская ракетная Краснознамённая дивизия (г. Козельск, Калужской области)[8]
- 54-я гвардейская ракетная ордена Кутузова дивизия (г. Тейково, Ивановской области)[9]
- 60-я ракетная Таманская ордена Октябрьской Революции, Краснознамённая дивизия (ЗАТО Светлый, Саратовской области)[10]

## Вооружение
Основное вооружение армии ракетные комплексы УР-100Н УТТХ (в Козельске, с 2013 года планируется начать их замену на «Ярс» шахтного базирования), РТ-2ПМ «Тополь» (Выползово, Йошкар-Ола), РТ-2ПМ2 «Тополь-М» (подвижные — в Тейково, шахтные в Светлом), «Ярс» (подвижный в Тейково).
По состоянию на июль 2009 года в РА, суммарно находился 221 ракетный комплекс с 871 боеголовкой, что составляло 60 % российских межконтинентальных баллистических ракет и три четверти боевых блоков, стоявших на тот момент на боевом дежурстве.